# Гемсер, Лаура
Лауретта Марсия «Лаура» Гемсер (нидерл. Laurette Marcia "Laura" Gemser; род. 5 октября 1950, Ява, Индонезия) — нидерландско-бельгийская фотомодель, итальянская актриса и художник по костюмам индонезийского происхождения. Наиболее известна по фильмам режиссёров Джо Д’Амато и Бруно Маттеи, в особенности по образу «Чёрной Эммануэли» (ит. и производным от него в эксплуатационных и эротических фильмах 1970-х годов. В титрах некоторых фильмов упоминается под именем Мойра Чен и (большей частью как художник по костюмам) Лаура М. Гемсер. С 1976 по 1991 год — жена актёра Габриэля Тинти.

## Биография и карьера
Лауретта Марсия Гемсер родилась 5 октября 1950 года в Индонезии на острове Ява.
В 1955 году вместе с родителями переехала в Нидерланды. Будущая актриса выросла в Утрехте, закончила старшую школу MULO Regentesseschool и получила там же высшее образование по специальности «дизайнер одежды» в академии художеств Kunstacademie Artibus Utrecht. В 1975 году переехала в Италию.
Работала в качестве фотомодели для нескольких журналов Нидерландов и Бельгии. Впоследствии стала сниматься в эротическом кино и получила международную известность в образе «Чёрной Эммануэль» в ряде итальянских фильмов середины-конца 1970-х годов. Во многих фильмах этой серии с Лаурой партнёрствовал её муж Габриэль Тинти
Несмотря на большую известность в сексплуатационных фильмах, актриса снималась и в мейнстримном кино, в котором играла в паре с такими известными актёрами, как Макс фон Сюдов, Малкольм Макдауэлл, Орсон Уэллс, Майкл Лэндон, Тосиро Мифунэ, Санни Тиба. В части этих фильмов Лаура по настоянию продюсеров (для «отсечения» от другой части карьеры) снималась под псевдонимом «Мойра Чен». Один из наиболее известных и хорошо принятых критикой её образов на этом этапе карьеры является роль лаосской беженки Кео Сирисомфон в телефильме 1983 года Майкла Лэндона «Любовь навсегда» по реальным событиям, описанным её спасителем и мужем, журналистом Джоном Эврингемом (впоследствии Джон и Кео стали родителями актёра Ананды Эврингема).
С 1988 года Лаура также исполняла в ряде фильмов (в частности, того же Джо Д’Амато) обязанности художника по костюмам. В 1992, вскоре после смерти в 1991 от рака своего мужа, Лаура Гемсер уходит из кино, снявшись за свою кинокарьеру в 54 фильмах (ещё два фильма, формально относящихся к её фильмографии, являются режиссёрским перемонтажом более ранних фильмов) и исполнив обязанности художника по костюмам или костюмера в 14 лентах. В настоящее время живёт в Риме, ведёт уединённую жизнь.

## Фильмография

### В качестве актрисы
| Год  |   | Русское название                                                    | Оригинальное название                                                       | Роль                               |
| ---- | - | ------------------------------------------------------------------- | --------------------------------------------------------------------------- | ---------------------------------- |
| 1974 | ф | Свободная любовьЭ                                                   | Amore libero (итал.) / Free Love                                            | Джанин                             |
| 1975 | ф | Чёрная ЭммануэльЭ                                                   | Emanuelle nera (итал.) / Black Emanuelle                                    | журналистка Мэй «Эмануэль» Джордан |
| 1975 | ф | Эммануэль 2 Э                                                       | Emmanuelle l'antivierge (фр.) / Emmanuelle 2                                | тайская массажистка                |
| 1976 | ф | Обет целомудрияЭ                                                    | Voto di castità (итал.) / Vow of Chastity                                   | горничная                          |
| 1976 | ф | Эммануэль на ВостокеЭ                                               | Emanuelle nera: Orient reportage (итал.) / Emmanuelle in Bangkok            | Мэй «Эмануэль» Джордан             |
| 1976 | ф | Чёрная Эммануэль на необитаемом островеЭ                            | La spiaggia del desiderio (итал.) / Emmanuelle on Taboo Island              | Айде                               |
| 1976 | ф | Чёрная Эммануэль в ЯпонииЭ                                          | Eva nera (итал.) / Black Cobra Woman                                        | Ева                                |
| 1976 | ф | Эммануэль в ЕгиптеЭ                                                 | Velluto nero (итал.) / Emanuelle in Egypt                                   | Лаура                              |
| 1976 | ф | Путешествие проклятыхН                                              | Voyage of the Damned                                                        | подруга Эстедеса (нет в титрах)    |
| 1977 | ф | Эммануэль в АмерикеЭ                                                | Emanuelle in America                                                        | Мэй «Эмануэль» Джордан             |
| 1977 | ф | Борцы с преступностьюН                                              | I due superpiedi quasi piatti (итал.) / Crime Busters                       | Сьюзи Ли                           |
| 1977 | ф | Сестра ЭмануэльЭ                                                    | Suor Emanuelle (итал.) / Sister Emanuelle                                   | сестра Эмануэль                    |
| 1977 | ф | Черная Эммануэль. Вокруг света / Эммануэль: Почему насилуют женщинЭ | Emanuelle: perché violenza alle donne? (итал.) / Emanuelle Around the World | Мэй «Эмануэль» Джордан             |
| 1977 | ф | Эммануэль и каннибалыЭ                                              | Emanuelle e gli ultimi cannibali (итал.) / Emanuelle and the Last Cannibals | Эмануэль                           |
| 1978 | ф |                                                                     | L'infermiera di campagna (итал.) / Emanuelle in the CountryЭ                | Селения Ансельми                   |
| 1978 | ф | Выход №7                                                            | Exit 7                                                                      | стюардесса                         |
| 1978 | ф | ПроституцияЭ                                                        | La via della prostituzione (итал.) / Black Emanuelle in Afrika              | Эмануэль                           |
| 1978 | ф | Женщина с горячей реки                                              | La mujer de la tierra caliente (исп.) / La donna della calda terra (итал.)  | Женщина                            |
| 1978 | ф | Желание женщиныЭ                                                    | Voglia di donna                                                             | африканская принцесса / жена Бруно |
| 1979 | ф | Коварная эротикаЭ                                                   | El periscopio / Malizia erotica (итал.) / ...And Give Us Our Daily Sex      |                                    |
| 1979 | ф | Частные коллекцииЭ                                                  | Collections privées, часть L'île aux sirènes (фр.)                          | сирена                             |

| Год  |   | Русское название                                            | Оригинальное название                                                                          | Роль                                   |
| ---- | - | ----------------------------------------------------------- | ---------------------------------------------------------------------------------------------- | -------------------------------------- |
| 1980 | ф | Эммануэль: Королева страстиЭ                                | I mavri Emmanouella (итал.) / Emanuelle: Queen of Sados                                        | Эммануэлла Бриндизи                    |
| 1980 | ф | Порнографическая любовьЭ                                    | Porno Esotic Love (итал.) / Sexy Erotic Love (перемонтаж Eva nera)                             | Ева                                    |
| 1980 | ф | Эротические ночи живых мертвецовЭ                           | Le notti erotiche dei morti viventi                                                            | Луна                                   |
| 1981 | ф |                                                             | Brigade criminelle                                                                             | Тацци                                  |
| 1981 | ф | Убийственное безумие                                        | Follia omicida (итал.) / Murder obsession                                                      | Берил                                  |
| 1981 | ф | Божественная Эммануэль: Культ ЛюбвиЭ                        | Die Todesgöttin des Liebescamps (нем.) / Love Camp / Divine Emanuelle: Love Cult               | Божественная                           |
| 1981 | ф | Меч Бусидо                                                  | 武士道ブレード (яп.) / Bushido Blade                                                           | Томоэ                                  |
| 1982 | ф | Калигула: Нерассказанная историяЭ                           | Caligola, la storia mai raccontata (итал.) / Caligula: The Untold Story                        | Мириам                                 |
| 1982 | ф | Насилие в женской тюрьмеЭ                                   | Violenza in un carcere femminile (итал.) / Violence in a Women's Prison / Caged Women          | Эмануэль Ларсан / Лаура Кендалл        |
| 1982 | ф |                                                             | Horror Safari / Invaders of the Lost Gold                                                      | Мария                                  |
| 1982 | ф | Непобедимый Атор / Атор - сражающийся орел                  | Ator l'invincibile (итал.) / Ator, the Fighting Eagle                                          | Индун                                  |
| 1982 | ф | Любовь навсегдаМ                                            | Love Is Forever                                                                                | Кео Сирисомфон                         |
| 1983 | ф | Грязная семеркаЭ                                            | La belva dalle calda pelle (итал.) / The Dirty Seven / Emanuelle, Queen of the Desert          | Шейла                                  |
| 1983 | ф |                                                             | Le déchaînement pervers de Manuela (фр.)Э (перемонтаж нескольких фильмов 1976-1978 годов)      | Мануэла / Эмануэль                     |
| 1983 | ф | Эммануэль в тюрьмеЭ                                         | Blade Violent - I violenti / Emanuelle fuga dall'inferno (итал.) / Emanuelle Escapes from Hell | Эмануэль Ларсон                        |
| 1983 | ф | Игра на выживание / Конец игры: Последняя битва за Бронкс М | Endgame - Bronx lotta finale                                                                   | Лилит                                  |
| 1985 | ф | Альков / ПохотьЭ                                            | L'alcova (итал.) / The Alcove                                                                  | Зербаль                                |
| 1985 | ф | УдовольствиеЭ                                               | Il piacere (итал.) / The Pleasure                                                              | Хаунани                                |
| 1986 | ф | Желание подсматриватьЭ                                      | Voglia di guardare (итал.)                                                                     | Жозефин                                |
| 1987 | ф |                                                             | Interzone                                                                                      | жена брата «Панасоника» (нет в титрах) |
| 1987 | ф |                                                             | Delizia (итал.)Э                                                                               | любовница Брайена (нет в титрах)       |
| 1987 | ф | 11 дней, 11 ночейЭ                                          | Undici giorni, undici notti (итал.) / Eleven Days, Eleven Nights                               | Дороти Типтон (нет в титрах)           |
| 1988 | ф | Отражение светаЭ                                            | Riflessi di luce (итал.) / Reflections of Light                                                | Кьяра                                  |
| 1988 | ф | Топ-модельЭ                                                 | Top Model / Eleven Days, Eleven Nights, Part 2: The Sequel                                     | Дороти / Ева                           |
| 1988 | ф |                                                             | Dirty Love - Amore sporco                                                                      | массажистка (нет в титрах)             |

| Год  |   | Русское название             | Оригинальное название                                                | Роль                            |
| ---- | - | ---------------------------- | -------------------------------------------------------------------- | ------------------------------- |
| 1990 | ф | 11 дней, 11 ночей - 2Э       | Undici giorni, undici notti 2 (итал.) / Eleven Days, Eleven Nights 2 | Джеки Форрест                   |
| 1990 | ф | Объект желанияЭ              | Object of Desire                                                     | фотограф (нет в титрах)         |
| 1990 | ф |                              | La stanza delle parole                                               | (нет в титрах)                  |
| 1990 | ф | Метаморфоза                  | DNA formula letale (итал.) / Metamorphosis                           | проститутка                     |
| 1990 | ф | В поисках чудо-меча / Нелюдь | Quest for the Mighty Sword / The Hobgoblin                           | волшебница Гримильда            |
| 1990 | ф |                              | Sangue negli abissi / Deep Blood / Wakan                             | лаборантка (нет в титрах)       |
| 1990 | ф | Время игрЭ                   | Any Time, Any Play                                                   | продавщица (нет в титрах)       |
| 1990 | ф | Женщина с Уолл-стритЭ        | La signora di Wall Street (итал.) / High Finance Woman               | проститутка (нет в титрах)      |
| 1991 | ф | Цветок страстиЭ              | Passion's Flower                                                     | проститутка (нет в титрах)      |
| 1992 | ф |                              | Una tenera storia / Love ProjectЭ                                    | секретарша Кэрен (нет в титрах) |

### В качестве художника по костюмам или костюмера
- 1988 — «Топ-модель» (Top Model / Eleven Days, Eleven Nights, Part 2: The Sequel)
- 1988 — Dirty Love — Amore sporco
- 1990 — La stanza delle parole
- 1990 — «Метаморфоза» (DNA formula letale / Metamorphosis)
- 1990 — «В поисках чудо-меча» / «Нелюдь» (Quest for the Mighty Sword / The Hobgoblin)
- 1990 — La casa 5 / Evil Dead 5 / Horror House / Beyond Darkness
- 1990 — «Тролль 2» (Troll 2)
- 1990 — Hot steps — passi caldi / Body Moves
- 1991 — Ritorno dalla morte / Frankenstein 2000
- 1991 — La donna di una sera / A Woman’s Secret
- 1991 — Врата безмолвия (Le porte del silenzio / Door to Silence)
- 1991 — «Цветок страсти» (Passion’s Flower; в этом фильме Гемсер также исполняла обязанности художника-постановщика)
- 1991 — «Тролль 3» / «Заражение 7-й степени» / «Корни» / «Ползучие твари» (Troll 3 / Creepers / Contamination .7 / The Crawlers)
- 1992 — Una tenera storia / Love Project

### В документальных фильмах
- 1977 — Le notti porno nel mondo / Sexy Night Report (реж. Бруно Маттеи; Гемсер участвует как ведущая)
- 1978 — Emanuelle e le porno notti nel mondo, n.2 / Emanuelle and the Erotic Nights (реж. Бруно Маттеи; «Эмануэль» участвует и как персонаж, и как ведущая)
- 1981 — The Best of Sex and Violence (реж. Кен Диксон[англ.], ведущий — Джон Кэррадайн; фрагменты из фильмов различных поджанров эксплуатационного кино)
- 1982 — Famous T & A (реж. Кен Диксон; фрагменты из фильмов)
- 1999 — Joe D’Amato Totally Uncut (реж. Роджер Фраттер)
- 2000 — Emmanuelle: A Hard Look (реж. и ведущий Александр Кокс; включает одно из немногих интервью с Лаурой Гемсер[4])